# Ахмеров, Юрий Николаевич
Юрий Николаевич Ахмеров (25 января 1957, Уфа, Башкирская АССР, РСФСР, СССР) — советский футболист, нападающий. Старший тренер спортивной сборной команды Российской Федерации в дисциплине спорт слепых — футзал 5X5 (В2,ВЗ).
ЗТР.

## Карьера
Воспитанник ДЮСШ «Строитель» Уфа. За свою карьеру выступал в советских командах «Гастелло» (Уфа), «Волгарь» (Астрахань), «Крылья Советов» (Куйбышев), «Спартак» (Москва), «Авангард» (Уфа) и «Химик» (Дзержинск)..